# E7-Staaten
E7 ist eine 2008 von PWC eingeführte Bezeichnung für  sieben wirtschaftlich aufstrebende Schwellenländer. Die Bezeichnung E7 bzw. E7-Staaten wurde dabei in Analogie zur G7-Gruppe der führenden Industrienationen gewählt, wobei das „E“ für englisch emerging („entstehend“) steht.
Folgende Länder zählen zu den E7-Staaten:
- Volksrepublik China
- Indien
- Brasilien
- Russland
- Indonesien
- Mexiko
- Türkei